# Список правителів Австрії
Правителі Австрії з 955 року дотепер.

## Маркграфи Австрійські
- 955—976 Бурхард

### Династія Бабенбергів
- 976—994 Леопольд I
- 994—1018 Генріх I
- 1018—1055 Адальберт
- 1055—1075 Ернст
- 1075—1095 Леопольд II Красивий
- 1095—1136 Леопольд III Благочестивий
- 1136—1141 Леопольд IV
- 1141—1156 Генріх II Язомирготт

## Герцоги Австрійські

### Династія Бабенбергів
- 1156—1177 Генріх II Язомирготт
- 1177—1194 Леопольд V
- 1194—1198 Фрідріх I
- 1198—1230 Леопольд VI
- 1230—1246 Фрідріх II
- 1246—1252 Гертруда Бабенберзька

### Династія Романовичів
- 1252—1254 Роман Данилович претендент на трон

### Династія Пржемисловичів
- 1251—1278 Пржемисл Отакар II

### Династія Габсбургів
- 1278—1282 Рудольф I
- 1282—1308 Альбрехт I
- 1298—1308 Рудольф II Добродушний
- 1308—1330 Фрідріх III Красивий
- 1330—1358 Альбрехт II Мудрий
- 1358—1365 Рудольф IV Великодушний
- 1365—1379 Альбрехт III та Леопольд III

У 1379 році території, що належали династії Габсбургів, були розподілені між двома братами Альбрехтом III та Леопольдом III. Перший отримав Австрійське герцогство і став родоначальником Альбертинської лінії Габсбургів. Другий став правителем Внутрішньої Австрії, Тіролю й Передньої Австрії й засновником Леопольдинської лінії. Неофіційно князівство Альбрехта III називалось Нижня Австрія (не плутати із сучасною федеральною землею Нижня Австрія), а держава Леопольда III — Верхня Австрія.

### Альбертинська лінія
- 1379—1395 Альбрехт III
- 1395—1404 Альбрехт IV Терплячий
- 1404—1439 Альбрехт V
- 1439—1457 Ладіслав Постум

### Леопольдинська лінія
- 1379—1386 Леопольд III
- 1386—1406 Вільгельм
- 1386—1411 Леопольд IV

1406 року Леопольдинська лінія розділила свої території. Ернст отримав Штирію (Внутрішню Австрію), а Фрідріх IV — Тіроль та Передню Австрію.

#### Штирійська лінія
- 1406—1424 Ернст
- 1424—1457 Фрідріх V

#### Тірольська лінія
- 1406—1439 Фрідріх IV
- 1439—1490 Сигізмунд

## Імператори «Священної Римської імперії»
- 1424—1493 Фрідріх III (Фрідріх II)
- 1493—1519 Максиміліан I
- 1519—1522 Карл V, король Іспанії Карл I
- 1522—1564 Фердинанд I

### Тірольська лінія
- 1564—1595 Фердинанд II
- 1619—1632 Леопольд V
- 1632—1662 Фердинанд Карл
- 1662—1665 Сигізмунд Франц

### Штирійська лінія
- 1564—1590 Карл II
- 1590—1619 Фердинанд II

### Габсбурги (продовження штирійської лінії)
- 1619—1637 Фердинанд II
- 1637—1657 Фердинанд III
- 1658—1705 Леопольд I
- 1705—1711 Йосип I
- 1711—1740 Карл VI

### Династія Габсбурзько-Лотарінзька
- 1740—1780 Марія-Терезія
- 1780—1790 Йосип II
- 1790—1792 Леопольд II
- 1792—1804 Франц II

## Австрійські імператори
- 1804—1835 Франц I (Франц II, імператор Священної Римської імперії)
- 1835—1848 Фердинанд I
- 1848—1916 Франц Йосиф I
- 1916—1918 Карл I

## Рейхсканцлер (у складіНімеччини, формально)
- 1918 Фрідріх Еберт

## Рейхсканцлер
- 1918 — 1919 Карл Реннер

## Президенти
- 1919—1920 Карл Зейц
- 1920—1928 Міхаель Хайніш
- 1928—1938 Вільгельм Міклас

## Рейхсканцлер
- 1938 Артур Зейсс-Інкварт

## Фюрер (в складі Німеччини)
- 1938 — 1945 Адольф Гітлер

### Імперський штатгальтер(Reichsstatthalter, у складі Німеччини)
- 1938 — 1939 Артур Зейсс-Інкварт
- 1940 — 1945 призначались окремі рейхсштатгальтери земель, що входили до Аншлюсу до складу Австрії

## Президенти
- 1945—1950 Карл Реннер
- 1951—1957 Теодор Кернер
- 1957—1965 Адольф Шерф
- 1965—1974 Франц Йонас
- 1974—1986 Рудольф Кірхшлегер
- 1986—1992 Курт Вальдхайм
- 1992—2004 Томас Клестіль
- 2004—2016 Гайнц Фішер
- 2017—дотепер Александер ван дер Беллен